# Viande

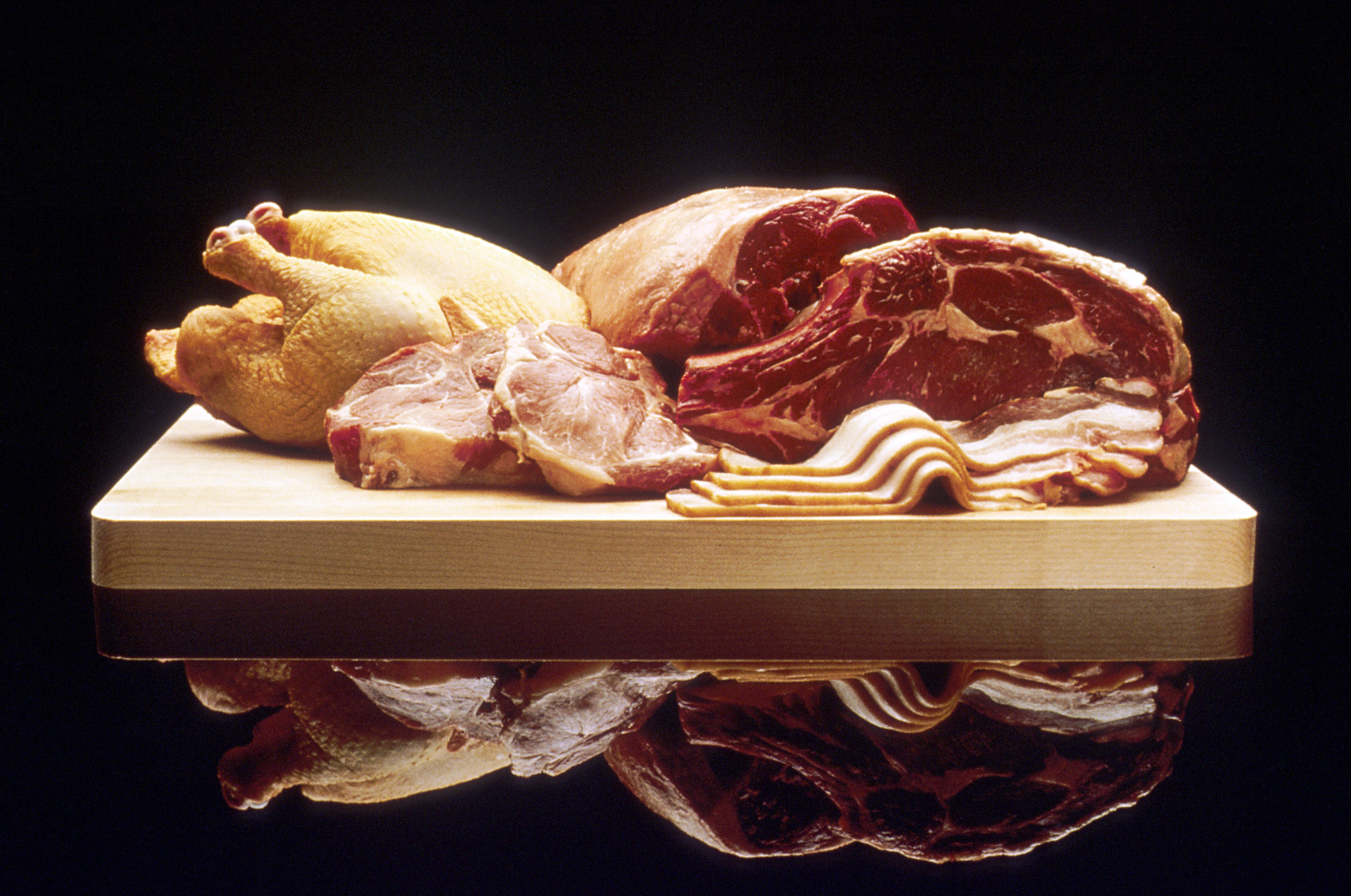
Différents types de viandes.

La viande est un aliment constitué des tissus musculaires de certains animaux, notamment les mammifères, les oiseaux, les reptiles. Le terme peut inclure le gras, les nerfs et le sang associés à ces tissus, et dans une acception plus générale les abats et les os (moelles, cartilages servant aussi pour réaliser les préparations en gelée, etc.).
Les principaux organismes de santé recommandent de limiter la consommation de viande rouge et d'éviter la viande transformée.
La production de viande est en croissance continue dans le monde, atteignant 330 millions de tonnes en 2018. Elle a un impact environnemental élevé, contribuant significativement au changement climatique et à la déforestation.

## Définitions

### Étymologie
En ancien français, « viande » signifiait plutôt « nourriture », vivenda signifiant en latin « ce qui sert à la vie » ; la viande en tant que « chair animale » était désignée par un mot de la même famille, la carne.
Selon le Trésor de la langue française, ouvrage du XVIIe siècle, :

« Viande, Esca, Cibus, Cibaria. Il vient de Vivo Latin, ce que l'Italien represente mieux, disant, Vivanda. et parce viande, c'est ce dont l'homme se paist pour vivre. L'Espagnol conformément à ce dit, Yo bive con el Duque, pour dire, Je suis au service et desfray du Duc : Mais en la Cour il semble qu'on ait restreint ce mot viande à la chair qui est servie à table, car on n'appelle pas viande le dessert. et si à un jour de poisson quelqu'un mange de la chair, on dit qu'il mange de la viande. »

Selon les 4e et 8e éditions du dictionnaire de l’Académie : « Chair des animaux et des oiseaux dont on se nourrit ».
Jusqu'au début du XXe siècle, le mot viande est utilisé dans un sens plus général qui inclut le poisson ou même toutes sortes de nourriture.

### Définitions légales

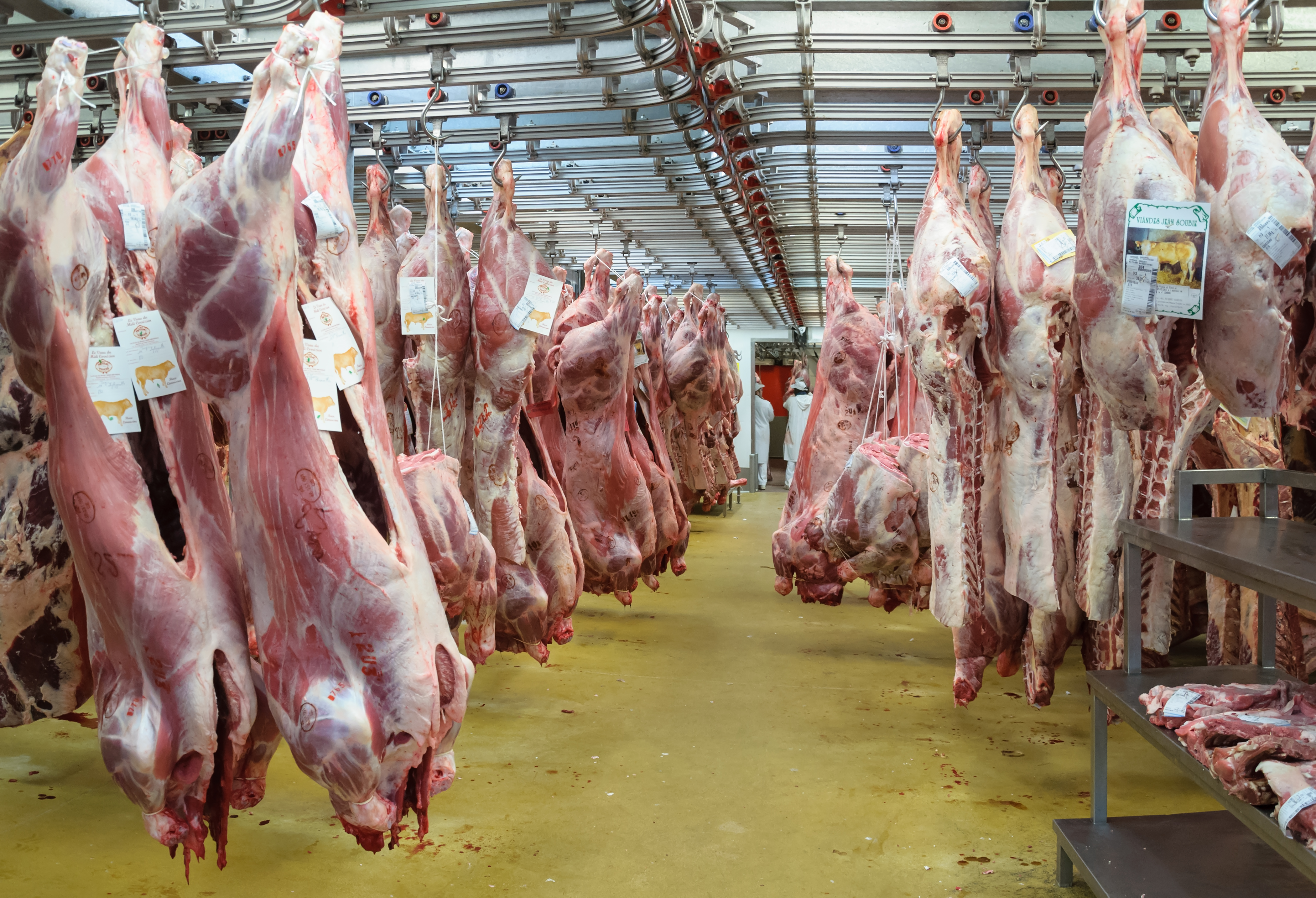
Dans le pavillon des viandes de boucherie du marché d'intérêt national de Rungis.

Selon la réglementation européenne, la viande désigne les parties comestibles de certains animaux terrestres, y compris le sang. La classification utilisée pour le commerce international des marchandises inclut les mammifères et les reptiles marins, mais exclut les abats.
La fiscalité française distingue également la viande des abats[réf. souhaitée]. Aux termes de cette différenciation, l'onglet est un abat, donc pas de la viande. Le cœur est un muscle et pourtant cela a longtemps été un abat et non de la viande. « Abat : ensemble des parties comestibles du cinquième quartier des animaux de boucherie. On désigne sous le nom d'« abats blancs » : la tête, les pieds, l'estomac. Les « abats rouges » comprennent : le cœur, le foie, la langue, la cervelle, la rate, les poumons, le ris ».
Selon la réglementation canadienne, la viande comprend toute partie comestible d'une carcasse, y compris les abats tels que la langue, le cœur, le diaphragme et le gésier, mais exclut les muscles des lèvres, du groin, de l'épicrâne et des oreilles ainsi que la viande séparée mécaniquement de la carcasse. Au sens de cette réglementation, les mammifères marins relèvent du poisson, qui désigne tout animal marin.

### Viande cultivée
De la viande issue de cultures cellulaires est en cours de développement aux États-Unis, mais la question de savoir si ce nouveau produit pourra être légalement appelé « viande » n'est pas encore tranchée, et fait l'objet de débats avec les éleveurs,.

## Typologie

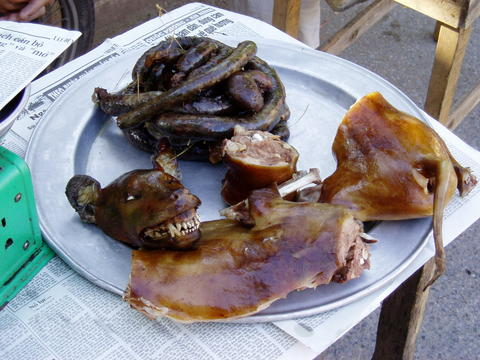
Viande de chien sur un marché vietnamien vers Hanoï.

Les viandes sont également classées en :
- viandes rouges (ou viande de boucherie) : bœuf, veau (bovin de moins de 6 mois d'âge), cheval, porc, mouton, agneau, chèvre, etc.[12] ;
- viandes blanches : volailles ;
- viandes noires : gibier ;
- viande séchée ;
- viande de brousse.

La définition de la viande rouge ci-dessus correspond à celle retenue par les scientifiques et les agences de santé comme le Centre international de recherche sur le cancer. Toutefois, dans le langage courant, le lapin, le porc et certains morceaux du veau sont généralement considérés comme des viandes blanches, tandis que le magret de canard pourra être considéré comme une viande rouge, la couleur de la viande étant alors le critère prépondérant.
En dehors de ces catégories, on trouve dans d'autres cultures nombre d'animaux consommés pour leur chair : chiens (dans plusieurs pays d'Asie),, chats (dans le sud de la Chine), cochons d'Inde (dans les Andes), dauphins et baleines (en Norvège, au Japon et aux Îles Féroé entre autres).
D'autres animaux sont également consommés et constituent une source de protéines dans l'alimentation humaine (poissons, crustacés, mollusques, insectes, etc.), mais leur chair n'est pas considérée comme de la viande.

## Histoire
Il y a 2 millions d'années, la viande cuite a commencé à devenir l'une des nourritures les plus consommées, la découverte et la maîtrise du feu et la cuisson des aliments rendant la consommation de la viande beaucoup moins dangereuse. La viande était consommée plus particulièrement pendant certaines saisons (l'hiver par exemple, où la nourriture végétale est plus rare),,.
En 2018, la biomasse des animaux d'élevage (oiseaux et mammifères) est estimée à 0,1 Gt, contre seulement 0,007 Gt pour les mammifères sauvages (y compris les mammifères marins) et environ 0,002 Gt pour les oiseaux sauvages.

## Caractéristiques

### Couleur de la viande
La couleur est avec la flaveur, la jutosité et la tendreté, une des qualités organoleptiques de la viande.

#### Origine

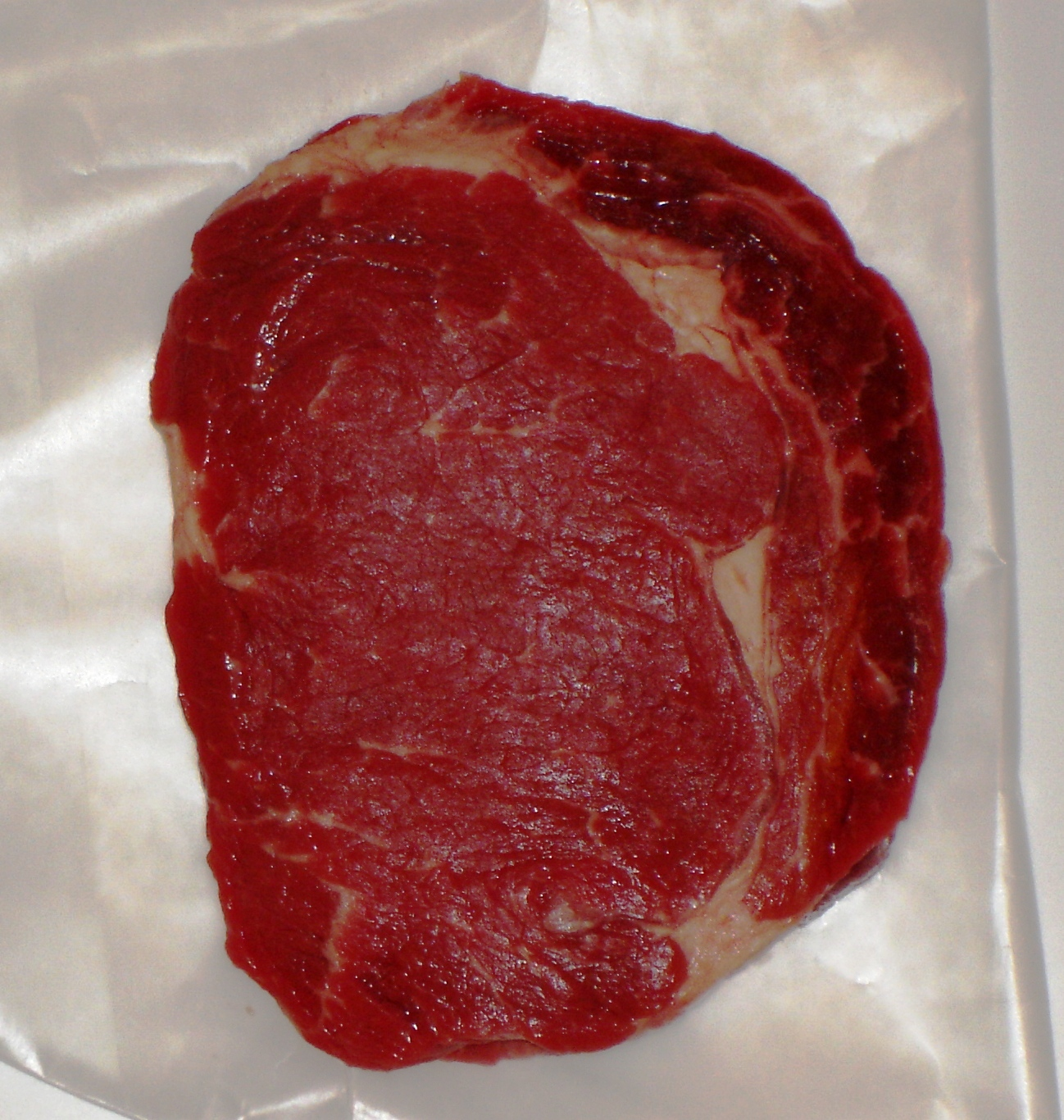
Viande rouge de bœuf.

La myoglobine est le principal pigment qui colore la viande puisque l’hémoglobine résiduelle ne représente qu’environ 5 à 10 % des pigments totaux dans des conditions correctes de saignée de l’animal. La myoglobine possède un groupement héminique, responsable de la fixation de l’oxygène, et la globine (considérée comme le support de la spécificité du pigment musculaire) qui est une protéine globulaire monomérique d’un poids moléculaire voisin de 17 000.
La couleur de la viande fraîche est définie par la quantité relative des trois formes de pigments héminiques : la myoglobine réduite, la myoglobine oxygénée ou oxymyoglobine, et la myoglobine oxydée ou metmyoglobine. La myoglobine réduite (Mb-Fe2+) est le pigment pourpre de la viande en profondeur et de la viande emballée sous vide. Exposée à l’air, la myoglobine se combine à l’oxygène pour former l’oxymyoglobine de couleur rouge vif (MbO2-Fe2+) qui est synonyme de fraîcheur et attractive pour le consommateur de viande.
Au-delà d’un certain délai, influencé par les propriétés intrinsèques de la viande et les conditions de conservation de celle-ci, la couche d’oxymyoglobine en surface disparaît progressivement au profit de la couche de myoglobine oxydée ou metmyoglobine (MetMb-Fe+++), de couleur brune et souvent liée à une microbiologie indésirable. Quand le pigment en surface contient environ 20 % de metmyoglobine, un consommateur sur deux n’achète plus cette viande.
La viande se colore en présence de fer car l'hémoglobine et la myoglobine sont soutenues par une ou plusieurs molécules de fer qui portent les molécules d'oxygène. Dans certains cas, il faut diminuer au maximum les apports en fer pour obtenir une viande blanche.
La myoglobine colore le jus rouge qui s'échappe d'une viande que l'on a coutume de qualifier de « saignante » : il ne s'agit donc pas de sang, l'animal ayant été saigné au préalable par le boucher.
La couleur des viandes dépend de leur quantité de myoglobine : le bison et le canard sauvage sont parmi les animaux qui en contiennent le plus ; le veau, le poulet et la dinde, parmi ceux qui en contiennent le moins.

#### Facteurs qui influent sur la couleur

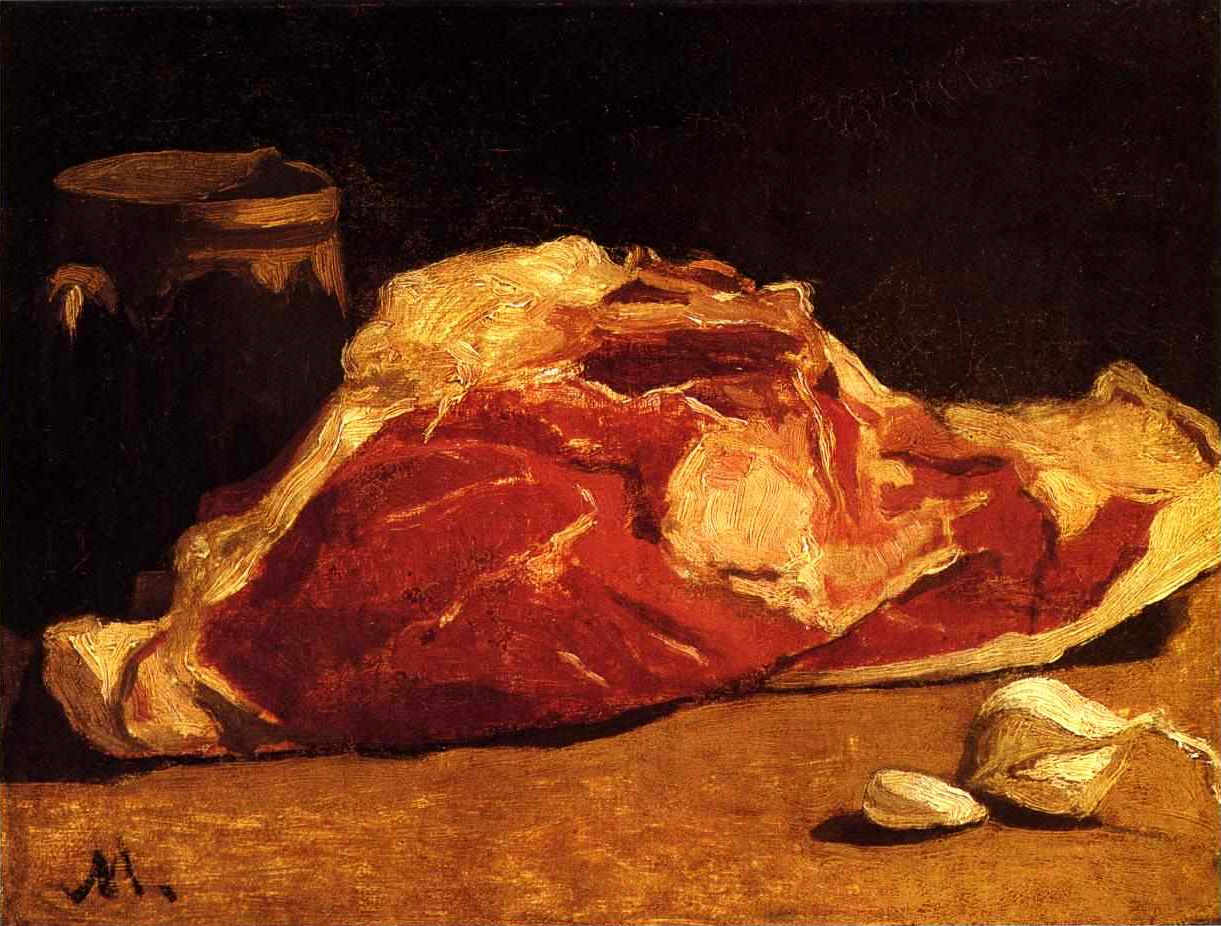
Morceau de viande représentée dans le tableau Nature morte de Claude Monet (1864).

Si la couleur de la viande et des produits carnés dépend de la concentration en myoglobine et de son état physico-chimique, elle dépend aussi des caractéristiques physiques de la surface de la viande qui vont interférer sur les propriétés de réflexion et de diffusion de la lumière incidente[réf. incomplète]). Depuis l’abattage de l'animal jusqu’au stockage de la viande, le taux d’accumulation de metmyoglobine à la surface de la viande est fonction de nombreux facteurs intrinsèques, comme le pH (valeur du pH ultime et/ou vitesse de chute du pH), le type métabolique musculaire, l’animal (et/ou la génétique), l’âge, la race, le sexe, le mode alimentaire (surtout chez le veau), etc., et extrinsèques comme le mode d’élevage, le logement de l’animal (cas du veau), le traitement ante mortem (manipulations par l’éleveur, les conditions de transport jusqu’à l’abattoir, etc.), la stimulation électrique et le mode de réfrigération des carcasses, le mode de désossage.
De plus, durant le stockage de la viande, de nombreux facteurs physico-chimiques comme la température, la disponibilité de l’oxygène, la croissance microbienne, le mode de stockage (à l’air, sous atmosphère modifiée, sous vide, etc.), le type d’éclairage, etc., vont interférer sur le déterminisme de la couleur de la viande. Dans la viande fraîche, les mécanismes principaux qui conditionnent la stabilité de la couleur sont :
- la vitesse d’autoxydation de la myoglobine (MbO2, mét-Mb), en relation avec l’oxydation des lipides ;
- la capacité réductrice du muscle de nature enzymatique ;
- la disponibilité de l’oxygène présent (fonction de la pression d’oxygène, de la diffusion de l’oxygène dans la viande et enfin de la consommation d’oxygène par les mitochondries et les micro-organismes).

### Élevage et qualités sensorielles
Les facteurs d'élevage des animaux ont une forte répercussion sur les qualités sensorielles de la viande comme la couleur, la tendreté, la flaveur et la jutosité. Les deux paramètres essentiels sont le niveau de la ration alimentaire et la nature de la composition de cette même ration. Si toute restriction de la ration alimentaire a un effet plutôt négatif sur la tendreté et la flaveur, au contraire la conduite au pâturage a une incidence bénéfique pour la couleur et la flaveur.

### Propriétés nutritionnelles
La viande est un aliment riche en protéines (de 20 à 30 % selon les types de viande) de haute qualité : elle contient notamment des acides aminés essentiels (que l'organisme humain est incapable de synthétiser) en quantité significative. Les protéines contenant une grande quantité d'acides aminés essentiels et présentant un bon équilibre entre ces acides aminés sont considérées comme de haute qualité. La notation DIAAS (de l'anglais Dietary Indispensable Amino Acid Score) est une méthode développée par la FAO en 2013 et utilisée pour évaluer la qualité des protéines dans les aliments. Elle mesure la quantité et la qualité des acides aminés essentiels contenus dans une protéine alimentaire, en comparant ces acides aminés à ceux contenus dans une protéine de référence.
Les protéines animales et notamment la viande sont toutes considérées comme des protéines de haute qualité car elles sont très digestibles et contiennent de grandes quantités de tous les acides aminés essentiels,.
Cette teneur élevée en protéines explique le pouvoir satiétogène plus important de la viande (elle rassasie de manière plus rapide, plus intense et plus durable que les végétaux).
La viande rouge est également une source importante de fer et de vitamines du groupe B, notamment la vitamine B12. Cette dernière est beaucoup plus présente dans la viande que dans les aliments végétaux.
La viande contient également des quantités notables de lipides (en moyenne 10,7 g/100 g). Les acides gras de la viande sont essentiellement des acides gras saturés, dont il est généralement recommandé de réduire les apports.
Les apports nutritionnels de la viande peuvent varier selon l'espèce, l'alimentation de l'animal et la pièce considérée. En France, le Centre d'information sur la qualité des aliments (Ciqual) propose une table de compositions nutritionnelles des aliments, et notamment des différentes viandes, régulièrement mise à jour.
Pour une meilleure estimation des apports nutritionnels, il faut également prendre en compte l'assimilation de ces nutriments par l'appareil digestif : celle-ci peut être plus ou moins importante selon la nature de l'aliment et sa préparation.

## Consommation de viande et santé
La consommation de viande peut présenter des effets indésirables, notamment une augmentation du risque de cancers pour certaines catégories de viande.
De nouveaux risques sont apparus avec l'industrialisation de la production de viande : la composition de l'alimentation animale a évolué ; l'élevage est de plus en plus « hors sol » et des animaux qui ne consommaient que de l'herbe sont nourris avec une alimentation pouvant contenir des farines de viande et d'os — pratique interdite depuis 1994 en France pour les ruminants (bovins, ovins et caprins), puis pour tous les animaux destinés à l'alimentation humaine depuis 2000 dans l'Union européenne —, de farines de poisson, de céréales et de soja, avec utilisation d'antibiotiques, d'hormones de croissance et de divers additifs, selon les pays.

### Recommandations des organismes de santé
Le ministère de la Santé de la France, dans le cadre du Programme national nutrition santé (PNNS4), recommande une « réduction importante des consommations de charcuteries et de viandes hors volailles »,. L'Agence nationale de sécurité sanitaire de l'alimentation, de l'environnement et du travail (ANSES) recommande « une limitation de la consommation des viandes hors volailles » (« à moins de 500 grammes par semaine »), « et plus encore des charcuteries »,.
Le Fonds mondial de recherche contre le cancer recommande également aux consommateurs de viande de ne pas dépasser une consommation de 500 g par semaine de viande cuite (équivalent à 700-750 g de viande crue), hors volaille, et conseille par ailleurs d'éviter complètement la viande transformée (fumée, salée, ou contenant des additifs ou conservateurs),. Compte tenu des disparités au sein de la population en matière de consommation de viande, le Fonds fixe par ailleurs comme objectif de santé publique de ne pas dépasser une moyenne de 300 g de viande par semaine et par habitant pour la population dans son ensemble (correspondant à 400-450 g de viande crue par semaine, soit 22 kg par personne et par an) ; cette recommandation inclut la viande contenue dans les plats préparés et la charcuterie mais pas la volaille. Pour la charcuterie, l'objectif recommandé est une quantité minime ou nulle.
Par ailleurs, selon l'Académie de nutrition et de diététique, la consommation de viande n'est jamais indispensable à un régime alimentaire sain et équilibré, si celui-ci est bien conçu. Selon cette organisation, un régime végétarien peut être bénéfique au traitement et à la prévention de certaines maladies.
En février 2019, la commission EAT-Lancet publie un rapport dans lequel les auteurs établissent des objectifs pour parvenir à un système alimentaire sain et durable. Le résumé en français indique notamment que « la consommation d'aliments tels que la viande rouge et le sucre devra être réduite de plus de 50 % ».

### Maladies cardiovasculaires et diabète
La consommation de viande rouge est associée à un risque accru de maladie cardiovasculaire et de diabète de type 2.

### Cancers
Le fer héminique contenu dans la viande étant deux fois plus biodisponible que le fer non-héminique contenu dans les végétaux, sa consommation peut faciliter la prévention de l’anémie ferriprive. Cependant, le fer héminique est également à l’origine d’un excès de cancers du côlon : 15 % de ceux-ci seraient dus d'après l'Institut national de recherche pour l'agriculture, l'alimentation et l'environnement à une consommation excessive de viande rouge et de charcuterie, principalement en raison du fer héminique que celles-ci contiennent.
Le 26 octobre 2015, le Centre international de recherche sur le cancer (organisme dépendant de l'Organisation mondiale de la santé), a classé la viande transformée dans la catégorie des cancérogènes certains (groupe 1), et la viande rouge dans celle des cancérogènes probables (groupe 2A),.

### Intoxications alimentaires
De nombreuses maladies infectieuses, bactériennes, virales et parasitaires ou toxiques peuvent être transmises par l'alimentation. Elles se manifestent le plus souvent par une symptomatologie digestive, mais également par des syndromes sévères, parfois mortels.
Plusieurs intoxications alimentaires peuvent être dues à la consommation de viande, notamment quand celle-ci est consommée crue ou peu cuite.

#### Infections bactériennes

##### Escherichia coli
Escherichia coli, est une bactérie Intestinale des mammifères, très commune chez l'être humain, mais certaines souches peuvent être pathogènes, pouvant entrainer lorsqu'elles sont ingérées, des gastro-entérites, infections urinaires, méningites, sepsis ou syndrome hémolytique et urémique. Cette dernière maladie, parfois surnommée « maladie du hamburger » car les bactéries généralement en cause se développent mieux sur les viandes hachées saignantes, est une affection grave affectant principalement les enfants de moins de trois ans et pouvant entrainer la mort.

##### Campylobacter
La bactérie Campylobacter est présente dans l'intestin de nombreux animaux, d'élevage notamment, et est rejetée dans les selles. Elle est considérée comme étant la principale cause bactérienne de gastro-entérite humaine dans le monde. La viande d'animaux infectés peut être contaminée pendant le processus d'abattage. La principale voie de contamination semble être l'alimentation, notamment la consommation de viande crue ou peu cuite et de lait cru ou contaminé. La contribution des différentes sources de contamination est mal connue, mais la consommation de volaille insuffisamment cuite représente sans doute un mode de transmission important,.

##### Listéria
La listériose est une infection bactérienne, due à listeria monocytogenes, commune à l’homme et à l’animal. La consommation d’aliments contaminés crus ou mal cuits est la principale voie de transmission. Elle se manifeste principalement sous la forme de méningite et de septicémie chez l’adulte, les enfants et les nouveau-nés, et par des avortements chez la femme enceinte, avec une importante létalité (de 20 à 30 %). Elle touche préférentiellement les femmes enceintes ainsi que les personnes dont le système immunitaire est affaibli (personnes immunodéprimées et personnes âgées). Chaque année, environ 400 personnes sont touchées par la listériose et 65 en meurent. En France, de mars 1992 à février 1993, 282 cas sont diagnostiqués, entraînant 63 décès et 22 avortements, à cause de langue de porc en gelée et de rillettes. En août 2019, en Espagne, la listériose est à l'origine du décès de 2 personnes sur 200 cas confirmés. Toutes les personnes contaminées avaient mangé une préparation de viande de porc confite.

#### Parasitoses

##### Téniase
La téniase est une infection parasitaire intestinale due à un cestode, taenia saginata. Après une période d'incubation de 2 à 3 mois, l’infection chez l’homme est souvent asymptomatique, limitée à l’émission d’anneaux du ver par l’anus, mais peut se manifester par des troubles digestifs bénins, de l'anorexie, une perte de poids ou de la nervosité.
On distingue deux espèces principales touchant l'être humain : le taenia saginata, dont l'hôte intermédiaire est le bœuf, et le taenia solium, dont l'hôte intermédiaire est le porc. L’hôte définitif de Taenia saginata est l’homme, les bovins n'étant que des hôtes intermédiaires. L’homme se contamine lors de l’ingestion de viande de bœuf ou de porc crue ou peu cuite.

##### Trichinose
La trichinose est transmise par la consommation de viande de cheval ou de porc, ainsi que de gibier (phacochère, chacal, ours ou animaux domestiques). Le parasite est transmis quand la viande d'un animal contaminé par les larves d'un ver rond (nématode) est mangée crue ou insuffisamment cuite. Le parasite le plus souvent responsable est Trichinella spiralis, sa présence se manifeste par des douleurs abdominales avec diarrhée, puis de la fièvre, une gêne à la déglutition, des troubles oculaires (œdème des paupières notamment), et des douleurs musculaires.

##### Toxoplasmose
La toxoplasmose est due à un parasite, toxoplasma gondii, qui infecte le plus souvent les animaux à sang chaud, y compris l’être humain, mais son hôte définitif est un félidé. L’homme peut se contaminer en consommant de la viande (principalement de mouton) contenant des kystes, et insuffisamment cuite, et plus généralement par la consommation de viande crue ou insuffisamment cuite, y compris la volaille. La plupart du temps asymptomatique, l’infection primaire ou la réactivation peuvent être à l’origine, chez le sujet immunodéprimé, de formes graves avec atteintes multiviscérales (abcès cérébral, choriorétinite, pneumonie, myocardite, myosite, etc.). Chez la femme enceinte, la primo-infection peut être à l’origine d’une toxoplasmose congénitale qui peut entraîner de graves séquelles pour le fœtus, ou bien la mort fœtale.

#### Maladie de Creutzfeldt-Jakob
En 1996, la crise de la vache folle éclate au Royaume-Uni à la suite de l'infection de plus de 190 000 bovins atteints d'encéphalopathie spongiforme bovine (ESB) et de la transmission de cette maladie systématiquement fatale à l'homme par le biais de la consommation de viande contaminée. Cette épizootie fait 223 victimes humaines dans le monde au 24 janvier 2017, dont 27 en France et cause un effondrement de la consommation de viande bovine dans les années 1990.

#### Hépatite E
Le virus de l’hépatite E se transmet généralement, dans les pays occidentaux, lors de la consommation de viande de porc ou de gibier insuffisamment cuite, y compris certains types de charcuterie. Il se transmet principalement par voie alimentaire par la consommation de produits issus d’un animal réservoir du virus, tels la viande et les abats de sanglier et de cerf, ainsi que le foie cru de porc. Les symptômes de l'hépatite E ressemblent à ceux de l’hépatite A : nausées, vomissements, douleurs abdominales, souvent suivis par une jaunisse. Des formes graves peuvent survenir chez les femmes enceintes (« jusqu’à 20-25 % des femmes enceintes peuvent mourir si elles contractent une hépatite E au cours du troisième trimestre de grossesse »), chez les personnes immunodéprimées ou des personnes présentant déjà des lésions du foie.

#### Produits chimiques

##### Additifs chimiques
Les viandes transformées (bacon, jambon, salami, saucisson, hot-dogs, etc.) contiennent des produits chimiques ajoutés pour rendre l'aliment plus attrayant (couleur), juteux, meilleur au goût, ou pour le conserver. Ces produits chimiques sont généralement dangereux pour la santé et incluent des nitrates, un composé chimique capable d'endommager l'ADN du système intestinal, augmentant donc le risque de cancer.

##### Polluants
Les principaux résidus et contaminants chimiques pouvant être présents dans la viande sont :
- les résidus de substances administrées aux animaux tels que les médicaments vétérinaires comme les anti-inflammatoires[64], les hormones et autres activateurs de croissance ;
- les contaminants de l’environnement comme les pesticides (insecticides comme le chlordécone[65], fongicides, herbicides comme le Roundup[66], parasiticides[64]), les biocides, comme les désinfectants et insecticides du matériel d’élevage et des bâtiments, ainsi que des polluants comme la dioxine[67], les PCB[68], ou le plomb[69], qui peuvent être présents à haute dose dans des aliments, notamment la viande[70], le bétail étant souvent contaminé en début de chaîne alimentaire par les retombées des polluants sur l'herbe ou le mais, ou la fertilisation des cultures destinées à l’alimentation animale avec des boues de stations d’épuration[71], ces molécules se concentrant dans la graisse de l'animal[72]. Selon l'Anses, une exposition chronique aux PCB peut provoquer des effets neuro-comportementaux chez le jeune enfant, et chez l'adulte, des perturbations métaboliques et des effets sur la thyroïde[70].

### Allergie aux viandes de mammifères et produits en dérivant
C'est une forme apparemment émergente d'allergie, décrite depuis 2009, d'abord en Amérique du Nord puis en Australie et en Europe. C'est plus précisément une allergie à une molécule présente dans la viande de tous les mammifères non-primates. Sa cause initiale est une réaction du système immunitaire humain à une piqûre de tique qui inocule dans l'organisme humain une molécule présente dans la chair des mammifères. Cette allergie survient un peu plus souvent après la consommation d'abats que de viande rouge. Une fois sensibilisée à cette molécule, la personne peut devenir allergique à des produits (ex : gélatine) ou à des médicaments injectés s'ils ont été fabriqués à partir d'organismes de mammifères. Dans tous les cas, le patient n’est pas allergique aux viandes de volailles ni à la chair des poissons ni aux protéines végétales.

## Impact environnemental
La production de viande repose essentiellement sur l'élevage, une activité qui nécessite de grandes étendues de territoires pour la production de la nourriture du bétail, participant ainsi à la déforestation de la forêt amazonienne et de la savane Cerrado due à l’expansion des pâturages et des cultures de soja. Selon un rapport de l'Organisation des Nations unies pour l'alimentation et l'agriculture (FAO) publié en 2016, les pâturages seraient la source de plus de 80 % de la déforestation du bassin amazonien et mobiliseraient jusqu'à 80 % de la surface des terres agricoles dans le monde.
Selon les estimations de Climate Watch, du World Resources Institute, en utilisant une méthode de comparaison des émissions de gaz à effet de serre secteur par secteur, le secteur du bétail et du fumier est responsable de 5,8 % des émissions de gaz à effet de serre en 2020 dans le monde, une grande partie de cette contribution correspondant à la fermentation entérique.
D'après un rapport de la FAO de 2016, en utilisant une méthode de calcul incluant également les émissions indirectes (consommation d'énergie, production des aliments pour animaux, déforestation et transport), 7,1 GteqCO2 (gigatonnes d'équivalent CO2) par an, soit 14,5 % des gaz à effet de serre d'origine anthropique, sont alors produits par les filières de l'élevage, en particulier les bovins élevés pour la viande et pour le lait, qui totalisent à eux seuls 4,6 GteqCO2. Dans ce rapport, la FAO estime que la viande bovine émet alors 35,3 % des émissions de l'élevage au niveau mondial, alors qu'elle ne représente que 22 % de la consommation totale de viande.
D'après un rapport de la FAO publié en 2023, basé sur les données de 2015, les émissions directes et indirectes de l'élevage s'élèvent à 6,2 GteqCO2 par an, soit environ 12 % du total des émissions anthropiques et approximativement 40 % de l’ensemble des émissions provenant des systèmes agroalimentaires.
L'élevage est aussi un facteur important de pollution des eaux (via les lisiers, les fumiers ou les résidus de médicaments vétérinaires).

## Culture, religion, éthique

### Judaïsme et islam
La consommation de viande est soumise à un certain nombre de tabous et interdits culturels et religieux. Ainsi, la consommation du porc est prohibée dans le judaïsme puis l'islam. Des règles d'abattage rituel existent pour deux religions, cacher pour les Juifs, halal pour les musulmans mais des discussions théologiques existent concernant la vie des animaux avant l'abattage.
Dans le judaïsme, selon la Torah, tout animal doit être bien traité ; la loi impose notamment que les hommes nourrissent les bêtes avant eux-mêmes. Il est permis aux Juifs de manger de la viande de certains animaux : dans le Pentateuque, il est répété pour les animaux illicites dits impurs le mot « abominable » ou « abomination » : « abominables ils resteront pour vous : ne mangez point de leur chair » ; « Tu ne mangeras d'aucune chose abominable », mais il est également interdit d'infliger de la douleur à toute créature vivante. Au contraire, il est un devoir de soulager la douleur de toute créature,. Selon certains spécialistes de la Torah, Dieu n'aurait donné la permission aux hommes de manger de la viande, à la suite du Déluge, qu'en raison de leur faiblesse, mais l'idéal serait qu'ils soient végétariens,.
La prescription de l'abattage juif (shehita) par jugulation, selon des règles établies, est déduite de Deutéronome 12:20-21 (« Quand … tu diras « je voudrais manger de la viande » …, tu pourras tuer de ton gros ou menu bétail … de la manière que je t'ai prescrite »). La Torah écrite (livres de l'Exode, du Lévitique, du Deutéronome) et la Torah orale énoncent diverses lois (dont celles que « Moïse a reçues sur le mont Sinaï) sur la façon de traiter les bêtes : seuls les animaux que la Torah autorise et qualifie de « purs » et vérifiés « sans défauts » peuvent être abattus – sans les faire souffrir – et mangés ; la chair de l'animal doit être vidée de son sang et celui-ci doit être recouvert ; les parties interdites à la consommation, parmi lesquelles le sang, le suif, les viscères et le nerf sciatique ou ligament de la hanche (en souvenir du patriarche Jacob), doivent ensuite être retirées, ; souvent, toute la partie arrière (la plus tendre) des bovins est impropre à la consommation ; il est également interdit d'abattre une bête et sa progéniture le même jour. Une bête morte sans abattage ou incorrectement abattue (le judaïsme via le Talmud interdisant notamment la chasse) sont toutes interdites à la consommation. Les lois de la shehita (abattage) enseignent que son but doit être saint (anciennement la présentation d'offrandes à Dieu) ou profane (la consommation de viande). Maintes fois commentées, ces lois sont codifiées au XIIe siècle par Moïse Maïmonide dans son Mishné Torah.
L’abattage rituel fait l'objet à plusieurs reprises depuis le XIXe siècle de polémiques menées par les défenseurs des droits des animaux qui réclament son abolition. Le rabbin américain David Rosen pense que « le traitement infligé aux animaux par les méthodes de production commerciales modernes est si cruel que la viande produite dans ces conditions ne peut être considérée comme cacher »,. Après l'abattage rituel, une pièce de viande ou de volaille doit être encore « cashérisée » avant d'être cuisinée, en étant trempée dans l'eau puis salée un temps puis rincée, afin d'en retirer un maximum de sang, toujours selon le principe que « la vie de la chair est dans le sang.
Le jeûne du 9 Av, le jour le plus sombre du calendrier hébraïque, est précédé par une période de trois semaines au cours desquelles viande, vin et autres marques de réjouissance sont interdits,.
Dans l'islam, pour qu'une viande soit halal, il ne suffit pas qu'elle soit issue d'un processus obéissant à certaines règles islamiques strictement alimentaires appelées la Dhabiha : il faut aussi que le traitement de l'animal vivant suive les principes musulmans. Ainsi, il n'est pas halal d'élever un animal comme une machine (en élevage intensif par exemple), les animaux aussi méritant compassion, puisqu'ils sont, comme les hommes, des créatures de Dieu,.

### Hindouisme
Dans l'hindouisme, tous les animaux sont sacrés, mais dans le panthéon des animaux, la vache, dénommée Gau Mata (« mère vache ») occupe une place spéciale, de sorte que de nombreux Indiens s'abstiennent d'en consommer. De façon générale, la consommation de viande en Inde est très faible (35 % de végétariens), la moyenne s'établissant à 5 kilogrammes par habitant et par an. Les jaïns sont tous strictement végétariens par respect pour le premier credo de leur foi : l'ahimsa (non-nuisance).

### Bouddhisme
Dans le bouddhisme, le végétarisme est différemment pratiqué selon les écoles et les pays. De manière générale, les fidèles sont des consommateurs de chair animale, à l'exception des moines qui adhèrent au bouddhisme mahāyāna et sont végétariens.

### Christianisme

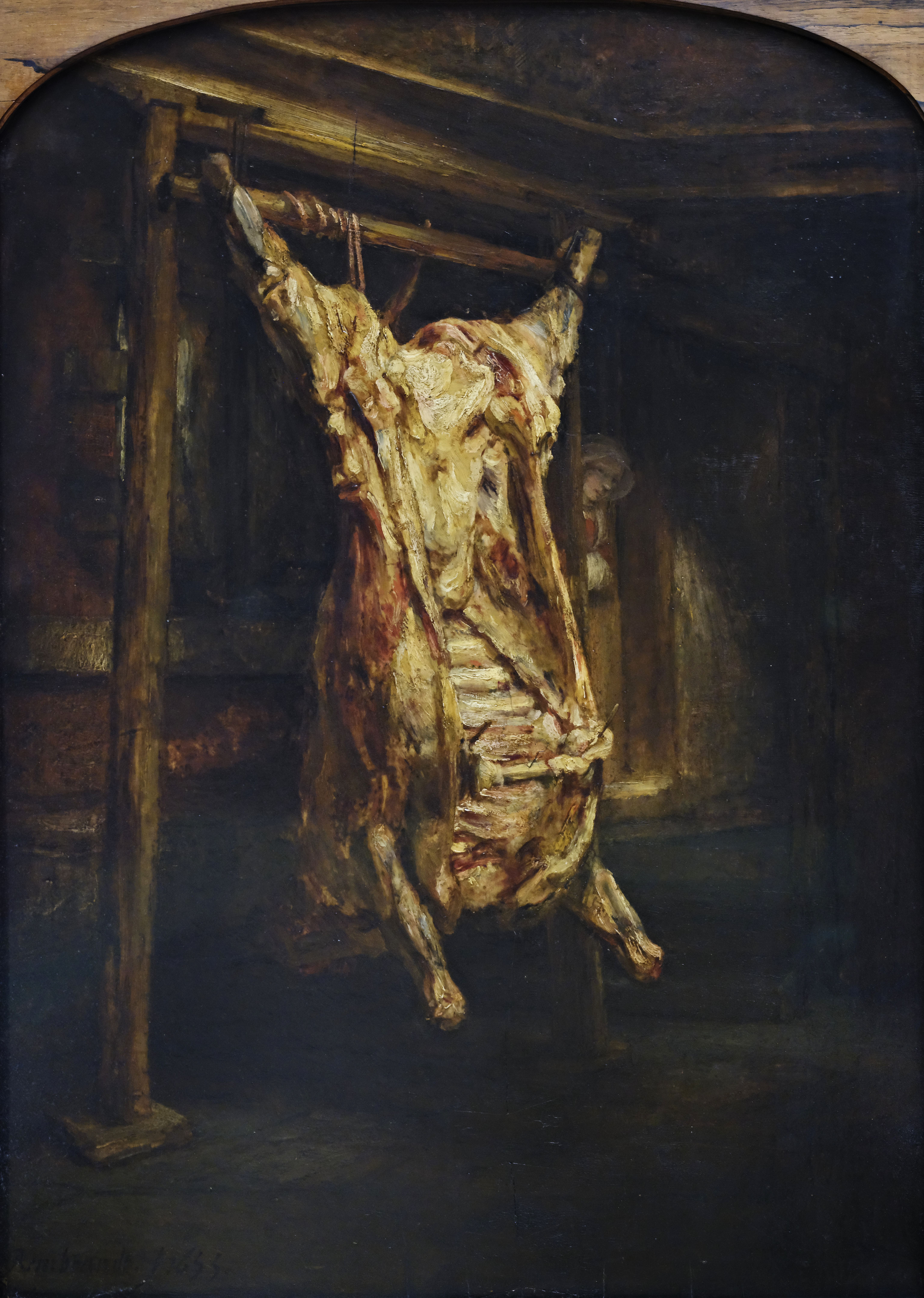
Le Bœuf écorché par Rembrandt, 1655.

Dans le catholicisme, il n'existe plus de contrainte relative à la nourriture : « Le royaume de Dieu ne consiste pas en des questions de nourriture ou de boisson ; il est justice, paix et joie dans l’Esprit Saint » (Romains, 14, 17). L'approche ritualiste ou rubriciste fait place à la « liberté des enfants de Dieu » (Romains 8, 21). L'Église voit dans les prescriptions antérieures du judaïsme ou bien une annonce prophétique du véritable Agneau offert en sacrifice, ou bien des pratiques ayant une utilité pédagogique pour faire progresser le Peuple de Dieu.
La vision rapportée par saint Pierre (Actes 10, 9-16) confirme cette levée de toutes les interdictions alimentaires et des règles d'abattage : « Pierre monta sur la terrasse vers la sixième heure, pour prier. […] Il lui survint une extase : il voit le ciel ouvert, et quelque chose (en) descendre comme une grande nappe, tenu par quatre bouts, et s'abaissant vers la terre ; au dedans se trouvaient tous les quadrupèdes et les reptiles de la terre, et les oiseaux du ciel. Et il vint une voix vers lui : « Debout, Pierre ! Tue et mange. » Mais Pierre dit : « Oh ! Non, Seigneur, car jamais je n'ai rien mangé de souillé ni d'impur. » (ces animaux étant interdits par Dieu dans la Loi juive). Et une voix de nouveau, pour la seconde fois, (vint) vers lui : « Ce que Dieu a déclaré pur, toi, ne l'appelle pas souillé. » Et cela se fit par trois fois, et aussitôt la chose fut enlevée dans le ciel. » La suite du texte montre que cette vision correspond aussi au fait que les hommes de tous les peuples sont admis à entrer dans le Peuple de Dieu sans être soumis aux règles de la Loi de Moïse.
Paul de Tarse va dans le même sens dans ses diverses épîtres. Ainsi, il prophétise que certains interdiront « l'usage des viandes, que Dieu a créées pour être reçues avec action de grâces par les fidèles, eux qui connaissent la vérité. Car, tout ce que Dieu a créé est bon, et on ne doit rien rejeter de ce qui se mange avec action de grâces, parce qu'il est sanctifié par la parole de Dieu et par la prière » (I Timothée 4, 3-5). Pour lui, le fidèle mange ce qu'il veut, ce qui convient au corps, dans la liberté ; l'important étant de « rendre grâce », de remercier Dieu.
La décision qu'aurait prise le pape Grégoire III d'interdire en 732 – sans aucune explication – l'hippophagie sauf en période de guerre (ou de famine) fait figure de contre-exemple : c'est la seule décision en ce sens, elle a été peu suivie (ou du moins pas partout), elle admet qu'on mange de cette viande en cas de besoin, et elle est tombée en désuétude sans controverse. Au surplus, il s'agissait soit de préserver les chevaux en tant que nécessaires pour la défense militaire de l'Europe, soit d'éradiquer des pratiques païennes en Germanie : ces deux motifs n'ont donc pas pour fondement une spécificité de la viande de cheval pour le christianisme.

### Autres
En dehors des religions, de nombreuses personnes à travers le monde sont végétariennes ou végétaliennes pour des raisons éthiques (antispécisme), de santé ou pour protéger l'environnement. Il existe aussi un « mouvement pour l'abolition de la viande ». Certains auteurs de la mouvance antispéciste, comme Melanie Joy, défendent l'idée que la consommation de viande est une pratique soutenue par une idéologie qu'ils appellent le carnisme.

## Économie

### Production
La production de viande dans le monde est estimée à 320 millions de tonnes en 2014 (source FAO), dont 36,4 % de viande porcine, 35,0 % de viande de volailles et 20,6 % de viande bovine. En 2018, ce montant atteint 330 millions de tonnes. Selon les projections de la FAO, la production pourrait atteindre 524 millions de tonnes en 2080.
|             | Pays           | Production 2002 | % 2002  | Production 2014 | % 2014  |
| ----------- | -------------- | --------------- | ------- | --------------- | ------- |
| 1           | Chine          | 58 161          | 24,3 %  | 87 262          | 27,2 %  |
| 2           | États-Unis     | 38 877          | 16,3 %  | 42 816          | 13,4 %  |
| 3           | Brésil         | 17 298          | 7,2 %   | 26 038          | 8,1 %   |
| 4           | Russie         | 4 704           | 2,0 %   | 9 070           | 2,8 %   |
| 5           | Allemagne      | 6 485           | 2,7 %   | 8 355           | 2,6 %   |
| 6           | Inde           | 4 695           | 2,0 %   | 6 920           | 2,2 %   |
| 7           | Mexique        | 4 828           | 2,0 %   | 6 222           | 1,9 %   |
| 8           | Espagne        | 5 345           | 2,2 %   | 5 717           | 1,8 %   |
| 9           | France         | 6 529           | 2,7 %   | 5 597           | 1,7 %   |
| 10          | Argentine      | 3 566           | 1,5 %   | 5 189           | 1,6 %   |
| 11          | Australie      | 3 801           | 1,6 %   | 4 879           | 1,5 %   |
| 12          | Viêt Nam       | 2 298           | 1,0 %   | 4 497           | 1,4 %   |
| 13          | Canada         | 4 297           | 1,8 %   | 4 384           | 1,4 %   |
| 14          | Pologne        | 3 147           | 1,3 %   | 4 185           | 1,3 %   |
| 15          | Japon          | 3 022           | 1,3 %   | 3 903           | 1,2 %   |
| 16          | Royaume-Uni    | 3 340           | 1,4 %   | 3 696           | 1,2 %   |
| 17          | Italie         | 4 206           | 1,8 %   | 3 391           | 1,1 %   |
| 18          | Philippines    | 2 294           | 1,0 %   | 3 216           | 1,0 %   |
| 19          | Turquie        | 1 396           | 0,6 %   | 3 211           | 1,0 %   |
| 20          | Afrique du Sud | 1 758           | 0,7 %   | 3 193           | 1,0 %   |
| Total monde | Total monde    | 239 303         | 100,0 % | 320 517         | 100,0 % |

D'environ 20 millions de tonnes dans les années 1960, la production mondiale de viande porcine est ainsi passée à plus de 100 millions de tonnes à la fin des années 2000 ; la production de volaille, qui était à moins de 10 millions de tonnes, atteint désormais presque 90 millions de tonnes, la Chine en produisant une très grande partie ; la production de viande bovine est passée d'environ 30 millions à 60 millions de tonnes, le Brésil en étant le premier producteur et exportateur mondial.
Au niveau mondial, la production progresse régulièrement, de 1 à 6 % par an. Le taux moyen de croissance annuel est proche de 3 % (2,4 % pour la période 1998-2008). La Chine est le principal moteur de cette croissance. Sixième producteur mondial en 1961, ce pays est passé premier en 1990 ; sa production a augmenté en moyenne de 7,5 % sur la période 1961-2008, et a fourni en 2008 le quart de la production mondiale.
Sur le territoire de l'Union européenne, la production a progressé régulièrement d'environ 2 % par an jusqu'à atteindre un plateau en 1999. Depuis cette date, le taux de croissance est à peu près nul. La production française, quant à elle, a augmenté en moyenne de 1,7 % par an jusqu'en 1999. Depuis cette date, elle connaît une baisse irrégulière, en moyenne de 2 % par an ; seule l'année 2007 contredit cette tendance.
|                                          | Porcins | Viande bovine | Viande bovine   | Volaille | Volaille | Volaille | Volaille | Volaille | Volaille | Ovins | Caprins | Équidés | Lapins |
| Gallus                                   | Gallus  | Viande bovine | Viande bovine   | Dindes   | Pintades | Canards  | Oies     |          |          | Ovins | Caprins | Équidés | Lapins |
| Gros bovins                              | Porcins | Veaux         | Poulets et coqs | Dindes   | Pintades | Canards  | Oies     | Poules   |          | Ovins | Caprins | Équidés | Lapins |
| ---------------------------------------- | ------- | ------------- | --------------- | -------- | -------- | -------- | -------- | -------- | -------- | ----- | ------- | ------- | ------ |
| millier de tonnes équivalent-carcasse    | 2 232   | 1 512         | 231             | 1 091    | 63       | 415      | 37       | 240      | 2        | 102,3 | -       | 8,1     | 446    |
| millions de têtes (sur l'année)          | 24,12   | 3,45          | 1,49            | 891,8    | 891,8    | 53,8     | 29,9     | 79,2     | -        | 4,36  | 0.82    | 0,02    | -      |
| Cheptel en millier de têtes (instantané) | 13 428  | 19 052        | 19 052          | 156 842  | 156 842  | 156 842  | 156 842  | 35 538   | 577      | 7 453 | 1 306   | 446     | 36,6   |

1. ↑  Animal vivant de plus de 300 kg
2. ↑  Prévision 2013
3. ↑  Recensement 2013
4. ↑  Effectif de 2013, l'effectif se différencie d’un cheptel car il comptabilise sur l'ensemble de l’année et non à une date donnée les lapins produits par les élevages professionnels ou non professionnels.

En France, le marché de la viande est un marché sensible qui a connu des interventions de l'État au XXe siècle. Une loi du 16 avril 1935 constitue une première grande tentative d'intervention de l'État sur le marché intérieur de la viande : achats de bovins tuberculeux pour les détruire et soutenir les cours, subventions pour la création d'abattoirs régionaux (développer le commerce des carcasses), revaloriser le cinquième quartier, affichage des prix de détail, etc. En 1953, dans un contexte de surproduction de bétail, a été créée la SIBEV (Société interprofessionnelle du bétail et des viandes). La SIBEV était chargée d'acheter des carcasses de viande pour soutenir les cours (en cas de surproduction),.

### Consommation
Le graphique qui aurait dû être présenté ici ne peut pas être affiché car il utilise l'ancienne extension Graph, désactivée pour des questions de sécurité. Des indications pour créer un nouveau graphique avec la nouvelle extension Chart sont disponibles ici.

Évolution de la consommation de viande en France de 1803 à 2017,,.
En matière de consommation, les Américains figurent parmi les plus gros consommateurs de viande, avec 115 kg par habitant et par an en 2013 (contre 89 kg en 1961 et 125 kg en 2004) ; les Brésiliens consommaient 98 kg en 2013 (contre 27 kg en 1961), et les Chinois environ 60 kg en 2013 (contre moins de 4 kg en 1961). La consommation annuelle moyenne est de 13 kg par habitant en Afrique subsaharienne et de 4 kg en Inde,.
En France, la consommation de viande se situe autour de 90 kg/an/personne. Elle baisse légèrement mais régulièrement depuis 2002. L'année 2007 contredit cette tendance avec un pic à 96,5 kg/hab, poussé par une hausse régulière de la consommation de volaille. De 2007 à 2016, la baisse est d'environ 12 %, et touche particulièrement la charcuterie et la viande de boucherie. Calculée à partir de quantités en tonnes équivalent-carcasse, la consommation de viande correspond à environ 70 kg de viande crue désossée par habitant et par an.
|                                        | Porcins | Viande bovine | Viande bovine   | Volaille | Volaille | Volaille | Volaille | Volaille | Volaille | Ovins | Caprins | Équidés | Lapins |
| Gallus                                 | Gallus  | Viande bovine | Viande bovine   | Dindes   | Pintades | Canards  | Oies     |          |          | Ovins | Caprins | Équidés | Lapins |
| Gros bovins                            | Porcins | Veaux         | Poulets et coqs | Dindes   | Pintades | Canards  | Oies     | Poules   |          | Ovins | Caprins | Équidés | Lapins |
| -------------------------------------- | ------- | ------------- | --------------- | -------- | -------- | -------- | -------- | -------- | -------- | ----- | ------- | ------- | ------ |
| milliers de tonnes équivalent-carcasse | 2 115   | 1 628         | 1 628           | 1 093,1  | 1 093,1  | 346,6    | 30,1     | 203,9    | -        | 203   | -       | 16,7    | ~50    |
| kg par habitant, non désossé           | 32,4    | 24,9          | 24,9            | 16,75    | 16,75    | 5,31     | 0,46     | 3,12     | -        | 3,1   | -       | 0,3     | 0,8    |

1. ↑  Animaux vivants de plus de 300 kg.
2. ↑  Calculé à partir de la production (en tonnes équivalent carcasse) et du solde commercial (en tonnes de viande) ; chiffre approximatif.
3. 1 2 3 4  Calculée depuis la consommation en milliers de tonnes-équivalent-carcasse avec le même nombre d'habitants que dans le rapport « GraphAgri France 2014 » à savoir 65,27 millions.

En Suisse, la consommation de viande s'établit en 2017 à environ 50 kg/an/personne en équivalent poids vente, dont un peu plus de 37 kg de viande de boucherie. Ces chiffres correspondent à des bilans de marché et incluent donc le gaspillage alimentaire, qui s'élevait à 19 % pour la viande en Suisse en 2014.
Le graphique qui aurait dû être présenté ici ne peut pas être affiché car il utilise l'ancienne extension Graph, désactivée pour des questions de sécurité. Des indications pour créer un nouveau graphique avec la nouvelle extension Chart sont disponibles ici.

Évolution de la consommation de viande dans le monde (1961 à 2017), :
- États-Unis
- France
- Brésil
- Chine
- Japon
- Nigeria
- Inde

| Les premiers consommateurs de viande (2017) |                  |                                             |
| Rang                                        | Pays             | Consommation par habitant (kg, non désossé) |
| 1                                           | Hong Kong        | 137                                         |
| 2                                           | États-Unis       | 124                                         |
| 3                                           | Australie        | 122                                         |
| 4                                           | Argentine        | 109                                         |
| 5                                           | Macao            | 103                                         |
| 6                                           | Nouvelle-Zélande | 101                                         |
| 7                                           | Espagne          | 100                                         |
| 8                                           | Brésil           | 100                                         |
| 9                                           | Israël           | 97                                          |
| 10                                          | Samoa            | 97                                          |

### Fraudes
En raison de son prix élevé, la viande fait l'objet de fraudes portant sur l'origine du produit ou sur sa nature.
En juin 2019, une enquête de la DGCCRF révèle que depuis juillet 2018, sept millions de faux steaks hachés fabriqués en Pologne, soit près de 780 tonnes, ont été livrés par une entreprise française à quatre associations d'aide aux plus démunis. Les analyses révèlent que ces steaks, obtenus lors d'un achat groupé d'un montant de 5,2 millions d'euros, bien que sans danger pour la santé humaine, contiennent uniquement du gras et de la peau, mélangés à de l'amidon et du soja,.
En avril 2017, 65 personnes soupçonnées de faire partie d’un réseau criminel organisé commercialisant en Europe de la viande de cheval impropre à la consommation humaine sont arrêtées en Espagne par la garde civile dans le cadre de l’opération « Gazel », en coordination avec Europol et la participation des polices belge, italienne, portugaise, roumaine, suisse, britannique et française.
En janvier 2013, une fraude à la viande de cheval faisant passer de la viande de cheval pour de la viande de bœuf en modifiant l'étiquetage sur des lots de minerai de viande, est découverte dans les Îles Britanniques et défraie la chronique. Bien qu'aucun risque sanitaire ne soit officiellement invoqué, cette affaire fait scandale car elle implique de multiples marques d'agroalimentaire, porte sur environ 4,5 millions de plats préparés, soit 50 tonnes écoulées dans treize pays, et touche à des degrés divers des dizaines de millions de consommateurs entre 2007 et 2015.

## Substituts de viande

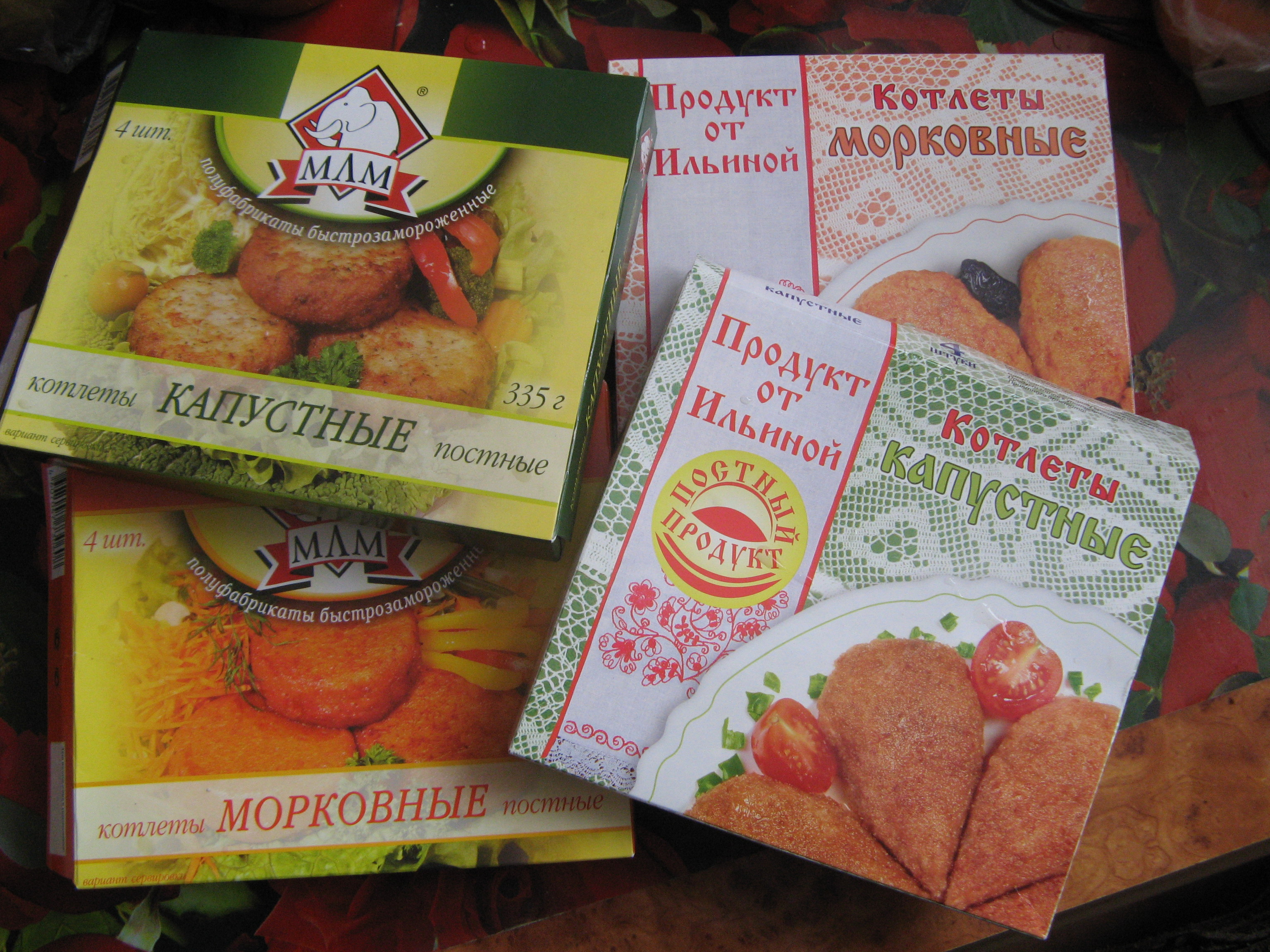
Escalopes végétariennes.

Un substitut de viande, désigné également « succédané de viande », « viande d'imitation » (appellations proches : simili-viande ou simili-carné) ou « viande végétale », est un produit alimentaire dont les qualités esthétiques (principalement la texture, la flaveur et l'apparence) et chimiques sont semblables à un certain type de viande.
L'utilisation de ces substituts est populaire, notamment chez les végétariens, végétaliens, flexitariens, et chez les personnes qui suivent des règles alimentaires d'origine religieuse, comme le cacherout, l'halal ou le végétarisme bouddhique.